# 第31团级作战队
美军第31團級作戰隊（英語：Regimental Combat Team 31，缩写为RCT-31），也被稱為麥克萊恩特遣隊（Task Force Maclean）。后因麥克萊恩失蹤改称費斯特遣隊（Task Force Faith）。是朝鲜战争中聯合國軍臨時組建的1支團級作戰隊。RCT-31以美军第31步兵团团长麥克萊恩上校为总指挥，并携带北极熊团团旗；由第31步兵团第3营和第32步兵团第1营，外加第7師师属炮兵营的两个炮兵连混编组成。
因中國人民志願軍攻下特遣队的团部指挥所并缴获“北极熊团”团旗（上书Thirty-first Infantry Regiment），志愿军早期文献中通称作战对象是“北极熊团”；这其实并不準确，因北极熊团为第31步兵團暱稱，而“第31團級作戰隊/RCT-31”实际上是由北极熊团团部指挥的，本团第3营和其它各部混编的团级作战单位。
在朝鲜战争的长津湖战役中，聯合國軍這1支以2個步兵營外加2个炮兵连為主的團級部队，以优势火力、劣勢兵力抵擋志願軍2個師4天，无意间掩护了美國海軍陸戰隊第1師撤退，使之避免被包圍的命運。此役志願軍以優勢兵力運用三三制戰術、夜襲、伏擊等戰術，最終击溃了这支团级作战队。在特遣队指揮官麥克萊恩伤重失踪後，由第32步兵团第1营营长费斯中校接任指挥；费斯在後續的撤退中陣亡。作战队残部重新集结后剩余约385名未受伤的人员被编为一个临时营，由海军陆战队第1师指揮。

## 背景
1950年底，联合国军追击败退的金日成军队越过三八线。麦克阿瑟部署发动圣诞节攻势，希望能在新年之前完全統一朝鲜半島，以结束战争。中國秘密出兵渡過鴨綠江，不宣而战。由彭德怀率领的30多万大军冒充朝鲜军队，对攻占了北方的南韩军队和联合国军发起第一次战役，使美军联军撤到清川江以南。毛泽东急令江浙地区的第9兵團3個加强軍12個師共计约15万人火速进入长津湖水库，准备以优势兵力偷袭全歼北上的美国海军陆战队。志愿军昼伏夜行，聯合國軍没有發現。偶有在飞机上发现，由于志愿军将各种御寒衣物披在身上看起来像难民，因此被忽视。

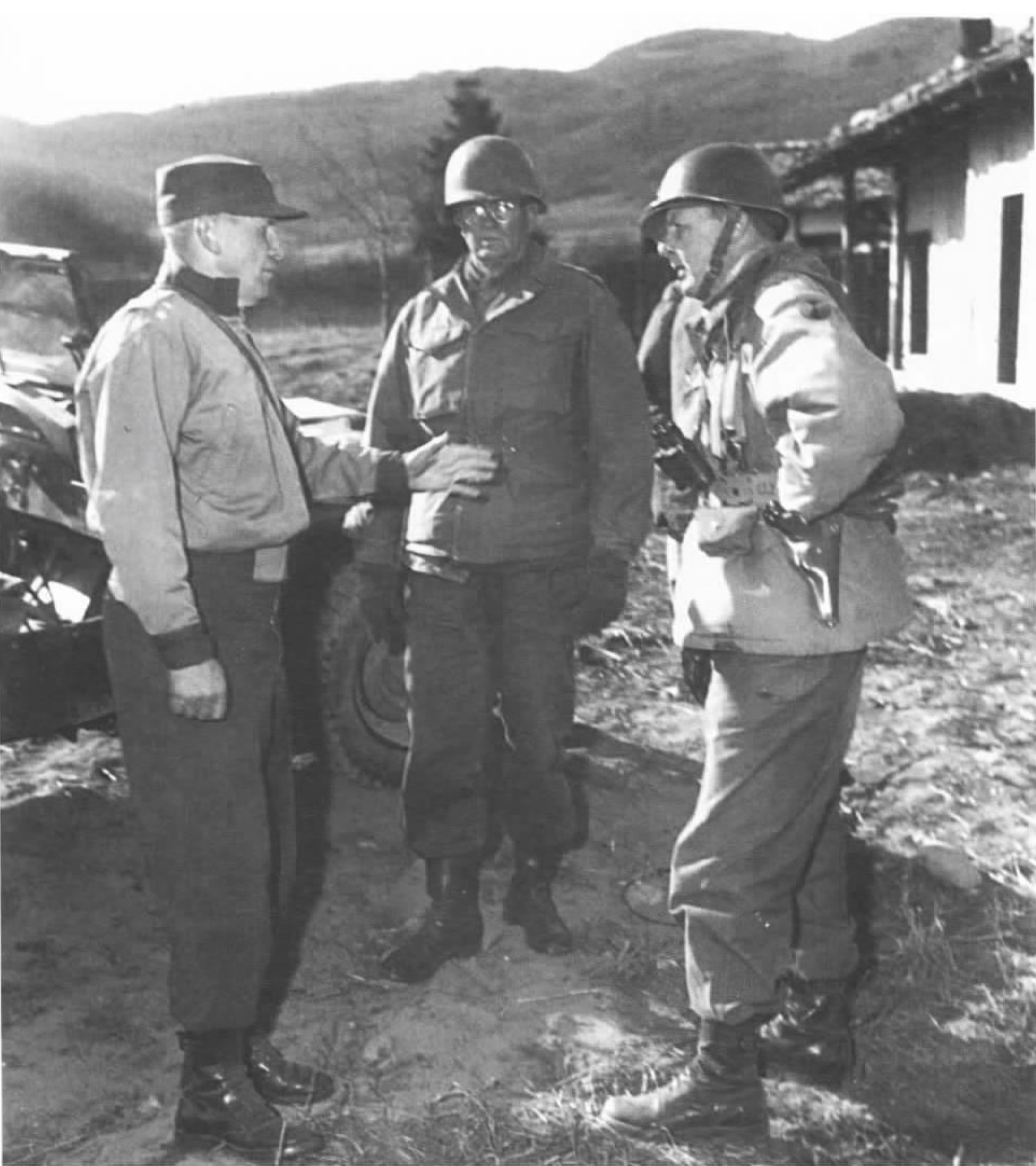
1950年11月12日，第10軍軍長阿爾蒙德向麥克萊恩上校頒發銀星勳章，中間是師長巴大維

联合国军第10軍负责在朝鲜东北部的攻势，美国海军陆战队第1师担任主攻，向长津湖西北进击。海军陆战一师師長奧利弗·P·史密斯说服第10軍軍長愛德華·阿爾蒙德用第7步兵師的一個团级單位取代湖東陆战队。史密斯利用這次調動，加強了下碣隅里的防禦，在那里建造了一個用於緊急補給和醫療後送的簡易機場。
11月26日，临时組建的團级作战队由兩個步兵營、一個砲兵營和其他部隊組成，保護海军陆战队第1师的右翼，占领长津湖东岸，并准备在战役进展顺利时向鸭绿江攻击前进。团级作战特遣队指挥官由31步兵团艾伦·D·麦克莱恩（Allan D. MacLean )上校担任，被称为31团级作战队。也被史学界叫做“麦克莱恩特遣队”，以区别31步兵团，即北极熊团。副指挥官为第32团1营营长唐·费斯中校。特遣隊中美軍約2,500人，剛入伍的附編韓軍人數不確，有說約700人，有說約1,500人，合計约3,200人或4,000人（31團中附編韓軍1,857人，約佔五成，32團中附編韓軍1,873人，佔37%）。
作战队部署如下：
- 内洞峙：陆军第7师32团第1营、31团重迫击炮连；
- 新兴里：陆军第7师31团第3营、第57野战炮兵营A连B连及第15防空炮营D连；
- 下碣隅里：陸軍第7師第31團第2營、第31團坦克連（戰鬥開始後試圖增援新興里，但因被阻擊而失敗）

防空砲兵架設在M3半履帶車上的4管M45防空機槍塔（M16半履帶式防空車）與架設在M24霞飛坦克底盤上的雙管40毫米防空機砲（M19自走防空炮車），在此戰役中成為重要的對付志願軍人海战术的火力。
志願軍在長津湖周邊東線包圍聯合國軍第10軍第31團级作战队部，第31團级作战队面臨了中國人民志願軍27軍80師238團、239團、240團以及81師242團。241團後來亦加入戰鬥，243團亦投入戰場。志願軍第27軍軍長彭德清是志願軍的指揮官。第27軍副軍長詹大南是80師的指揮官。志願軍94師亦於11月30日抵達長津湖地區。

## 作戰過程

### 作戰隊進入新興里

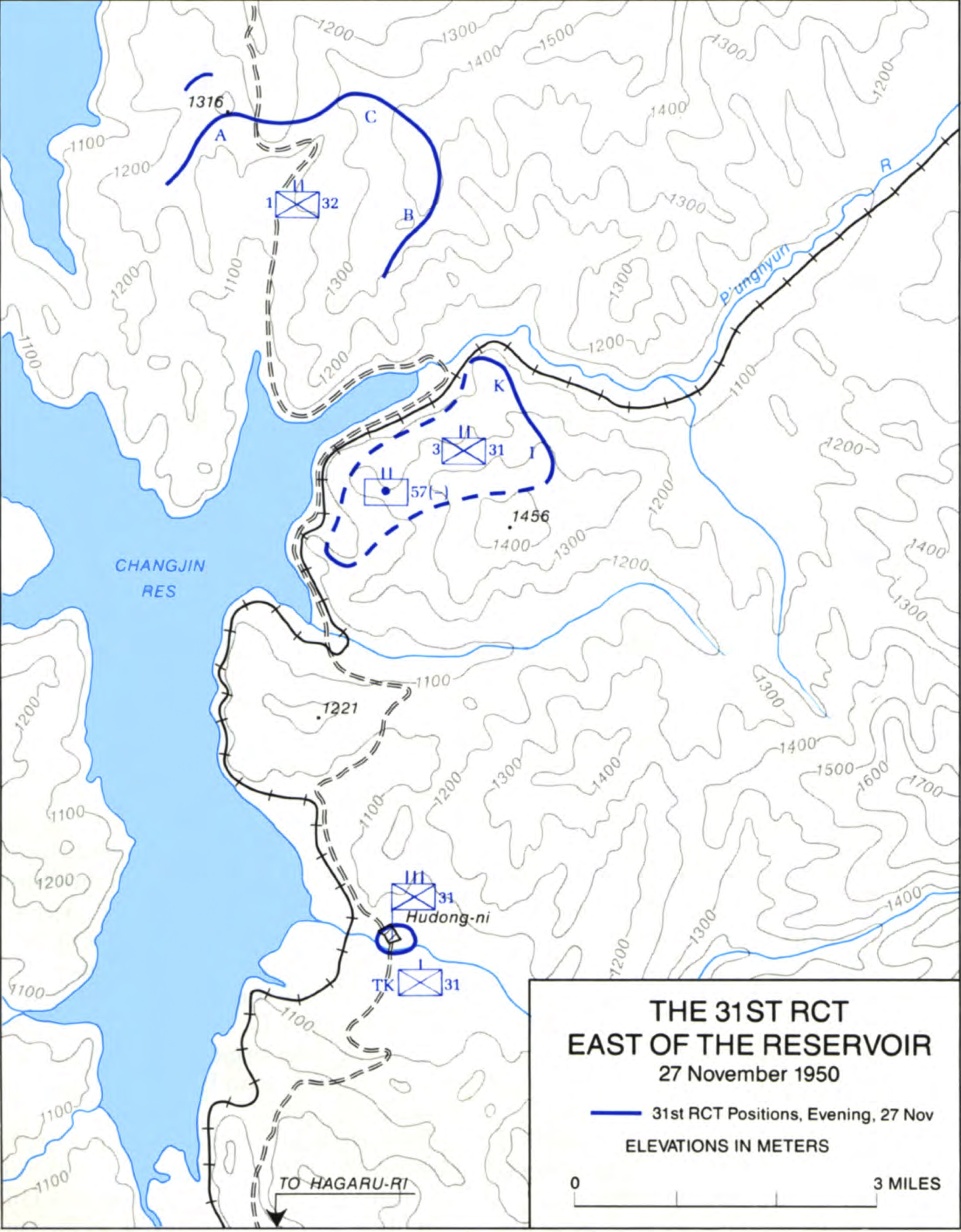
31團級作戰隊戰前兵力部署

11月27日麥克萊恩上校率隊到達長津湖以東（新興里），仍誤以為志願軍在撤退之中，預備第2天進攻，不知志願軍第80師已經將作戰隊包圍。是夜，因為不願在白天暴露在空中火力之下，志願軍80師展開夜間突襲，造成作戰隊2個步兵營各傷亡百人，並在白天前退出作戰隊防線。作戰隊雖然遭遇重大傷亡，但麥克萊恩上校仍然決定遵從命令，不取消進攻計畫，而是延遲第2天進攻的時間。11月27日下午阿爾蒙德將軍及其幕僚亞歷山大·海格中尉，搭乘直升機到達第31團級作戰隊的防線。費斯中校報告前晚遭到兩個中國師的攻擊，阿爾蒙德說不可能，在整個北朝鮮也沒有兩個中國師。阿爾蒙德認為前晚進攻的是早在長津湖附近數週的中國（第42軍）第124、125、126師的殘部。他告訴費斯:「阻擊你們的敵人不過是向北逃亡的中國士兵的殘部。」、「我們將持續攻擊並且我們會一路殺到鴨綠江。不要讓一群中國洗衣工阻止你們。」。阿爾蒙德命令第31團級作戰隊繼續向北推進，並給作戰隊中的三位軍官頒發了銀星勳章，接著飛返下碣隅里(Hagaru-ri)，並深信第31團級作戰隊具有足夠強大的戰力發起攻擊並對付所有擋在路上的志願軍「殘部」。費斯說「可笑之極！」，並把他的銀星勳章扔到了雪地裡。雖然美軍軍官們整天看到東側山上大量的中國部隊往南移動，他們依然沒有改變他們對局勢的想法。麥克萊恩仍然期待著增援到來：他的第31步兵團第2步兵營以及戰車連。

### 作戰隊增援被阻
麥克萊恩期待的增援並未到來。志願軍第80師以及增援該師的第81師第242團，兩者皆來自志願軍精銳的第27軍，在麥克萊恩毫無所悉的情況下完全包圍了特遣隊，並在陸戰隊基地的北方數英里外的下碣隅里的廢棄村落建立了路障，截斷了特遣隊南邊的去路。11月28日，原本配屬於作戰隊的第31團戰車連嘗試與特遣隊會合，到達湖的南側並朝向北方經過下碣隅里時，被志願軍第81師第242團阻擊，該連損失了4輛戰車。志願軍9連副班長葉永安因此被授予「反坦克英雄」稱號。11月29日，第31戰車連由來自第31團及第57野戰炮兵營的指揮部及支援部隊臨時拼湊的步兵增援，再次嘗試與特遣隊會合，但仍被佔據1221高地的志願軍第81師第242團攔阻，並且志願軍第81師第241團也加入攻擊的陣容，聯合國軍的增援最終還是被志願軍擊退。聯合國軍的增援隨即轉進位於下碣隅里北邊的後浦(Hudong)，一個距離特遣隊約6.5公里處的廢棄村落。
陸戰隊在被志願軍包圍又遭到強烈攻擊下，無法支援特遣隊以緩解困境。麥克萊恩期待的步兵營增援從來沒有進入長津湖地區，而麥克萊恩並未注意到此狀況，並因為某些原因而未使用愛德華·史坦福德上尉(Edward P. Stamford, 海軍陸戰隊前進空中管制員)的無線電建立與上級指揮部的通訊，以回報他面臨的狀況。

### 志願軍夜襲及作戰隊指揮官失蹤
11月28日志願軍於將近午夜時進攻，志願軍的戰車加入戰鬥，但被作戰隊強大的反戰車火力消滅，但志願軍的肉搏戰更有效果，並成功突破數個特遣隊據點，造成特遣隊重大傷亡，被圍的特遣隊傷兵人數達到300人。日後中國戰俘指出這次進攻主要是第80師及數個其他單位如第81師發起的。當志願軍攻擊第32團第1營的位置，被砲擊及空襲瓦解了攻勢。11月29日凌晨二時，麦克莱恩上校決定將第32團第1營後撤至南方數哩外，與其他部隊集中以增強防線。在行軍中遇到志願軍的攔阻，靠費斯中校率隊清除。由於第7步兵師的韓軍與美軍混編，而美軍又難以分辨韓國人與中國人，清晨時麦克莱恩上校誤以為1支來到的中國志願軍是自己期待已久的增援部隊，走出掩體喊話，反中槍4彈後失蹤。

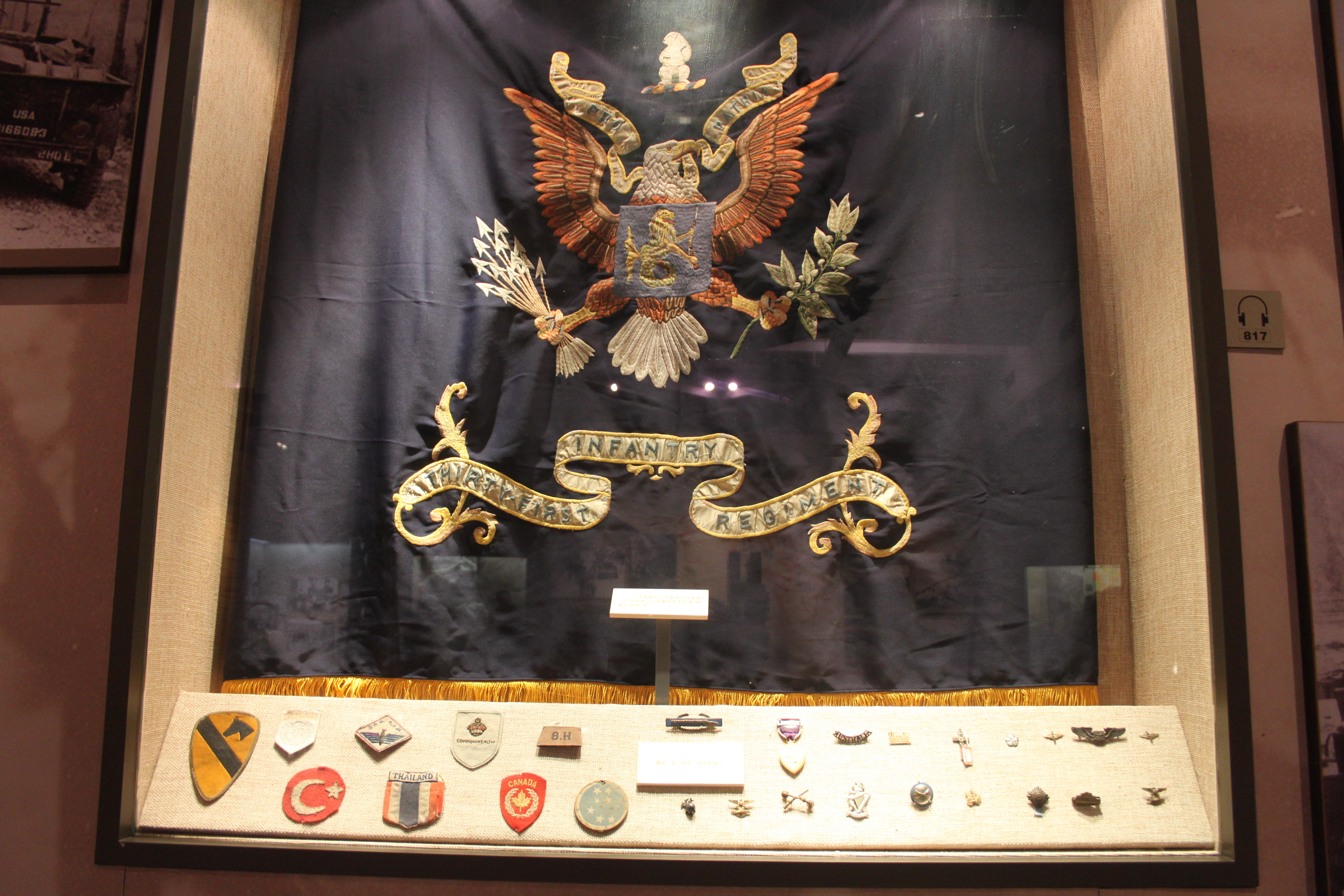
志願軍缴获的美军团旗

新华网上志願軍一方說法是：「27日夜发起攻击时，4连在我营右翼。毕序阳率领3营从新兴里南面冲进村子，看见十几辆汽车、十几辆坦克围着两个帐篷。」、「我们冲进去就打，帐篷里有通讯器材和地图。炸了2辆坦克，当时在坦克边上发现1具尸体，是个当官的。」毕序阳回忆：「全部攻占东山腰上的独立家屋后，李长言又率4连突入敌军1停炮场，捣毁敌炮兵指挥所。收缴战利品时，官兵们发现，各屋均有电话机、报话机，墙上还挂满了作战地图，地上还有未燃尽的作战文书。在1座独立家屋内，竟有1具美军上校军官的尸体。」詹大南回忆：「后来证实，那就是『北极熊团』团长麦克莱恩。后来敌人又反击，我们就撤出村子。」毕序阳回忆，是他们3营通信班长张积庆28日早晨缴获了美军团旗，然后交给了他。「经过1个晚上激战，『北极熊团』伤痕累累，我军伤亡也很大，4个团减员约3分之1以上。」
11月29日，第32團第1營在海陸第212、214、312攻擊中隊、海陸第513夜間攻擊中隊及海德隆-12(Hedron-12)等等的海陸航空兵及海軍航空兵掩護下後撤。同一時間，志願軍第27軍派遣第81師第241團追擊。數以千計的志願軍向南移動成了聯合國軍海陸航空兵及海軍航空兵最佳的目標。除了由F4U海盜式戰鬥機提供的空襲掩護外，特遣隊必需的補給也由空軍戰鬥運輸指揮部(Air Force Combat Cargo Command)空投補給。海陸前進空中管制員史坦福德上尉發現自己必須同時指揮補給空投及呼叫密接空中支援。空中到處是運輸機、降落傘及敏捷的海盜式。
最終，從29日清晨直到最後一波支援在1705時飛離駐地時，40架海陸及海軍戰鬥機總共使用了約225枚火箭、18枚汽油彈、10枚500磅炸彈及29枚殺傷彈掩護第32團第1營與傷亡慘重的第31團第3營會合。

### 費斯特遣隊堅守防線

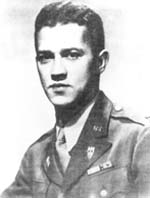
唐·费斯中校

费斯中校於11月29日在麦克莱恩(Allan D. Maclean)上校中彈失蹤後接任指挥官，率第32團第1營進入第31團第3營陣地，费斯中校收攏特遣隊兵力並加固防線，與此同時志願軍也加強攻擊力度。當時該地最低氣溫甚至達到攝氏零下34度(-34 C)，造成中美雙方多人凍死在散兵坑內。费斯中校率部固守陣地2天並成功阻擋解放軍強大的第80師、第81師，此一壯舉的一大功臣之一是史坦福德上尉優異地指引海陸航空兵40架飛機強大火力進行空中支援(史坦福德上尉此役後獲得銀星勳章)，如無海陸航空兵的支援，第31團級作戰隊早已被志願軍第80師、第81師猛烈攻擊擊潰。志願軍第80師、第81師在這兩天傷亡慘重，在費斯特遣隊的防線外留下數以百計的志願軍遺體深埋於雪中。志願軍紀錄:『 29日，志願军参战部队冻伤、冻亡和伤亡减员已达3分之2。』 白天時史坦福德指引了38次空襲，當日主要是由海陸第1航空聯隊執行支援。從0645時至1830時海陸航空兵以21枚汽油彈、16枚500磅炸彈、21枚殺傷彈及190枚火箭攻擊中國軍隊。所有攻擊費斯特遣隊防線的攻勢皆被擊退。

### 費斯特遣隊嘗試突圍
11月30日，作戰隊傷兵人數亦達到600人，軍官傷亡尤其慘重。第7師師長乘直昇機親抵陣地，指示费斯中校勿期待外援，並準備撤退。志願軍第94師亦抵達長津湖地區。11月30日晚，中國人民志願軍集中兵力，再次对新兴里地区美军发起进攻，中國人民志願軍第238团从东南、第240团从东北、第239团从南面、第241团从正西和西南会攻新兴里，第242团位于新兴里以南，担负阻击援軍与截击逃敌之任务。
聯合國軍此時已陷入彈藥不足、半數士兵與極大比例的作戰隊軍官非死即傷的困境。费斯中校深知此時除了被包圍外，志願軍的兵力也遠勝於他，因此费斯中校下令向南方突圍，期待能撤往陸戰隊防線。情況是如此絕望以至於只採取了最少的設備和足夠的車輛來運送傷兵，使更多的士兵作為步兵作戰。其餘的設備都被當場銷毀，包括火砲的榴彈砲在最後一發射擊後被銷毀。
12月1日突圍作戰開始，藉由陸戰隊的F4U海盜式戰鬥機及F7F虎貓戰鬥機掃射並轟炸中國陣地的掩護下，费斯中校率部將傷員放置於卡車上，以1輛40釐米雙管防空砲車為前鋒，搭載著數百名傷兵的美國卡車車隊在各式輕火力攻擊下沿著長津湖東側的碎石路上前進。起初在強大的空中火力掩護下前進的非常順利，直到一架海盜式轟炸時誤擊特遣隊，造成前鋒部隊多人被汽油彈燒死或燒傷。這次汽油彈的誤擊造成特遣隊士氣嚴重打擊。當特遣隊前鋒前進抵禦近距離火力時，小山谷對面的重型輕兵器開火使得護衛卡車的士兵在道路下方尋求掩護而非保護卡車。敵方的火力擊斃或殺傷已將這視為自殺任務的美國卡車駕駛們。在12月1日下午隨著天色暗去時，費斯中校總算能讓車隊慢速前進，但因遭到人民志願軍第242團的攔截狙擊，後衛部隊躲避狙擊後失聯，在1221高地受志願軍第242团第3营阻擊時特遣隊只剩2500人。1221高地可俯瞰整條道路，並由中國人民志願軍第242团第3营在1221高地建立防守陣地並在下方道路建立路障阻擋了費斯特遣隊的撤退路徑。
费斯中校率部進攻1221高地，身先士卒衝鋒陷陣，1221高地大部分被聯合國軍攻下，但費斯中校在攻勢中被手榴彈炸傷，傷勢非常嚴重。

### 作戰隊被擊潰
隨著夜色的到來，海陸航空兵的掩護也到達了尾聲。志願軍的攻擊也逐漸大膽，甚至已迫近了卡車車隊。第31團級作戰隊開始瓦解。幾乎所有軍官已經陣亡或是重傷。一些失去指揮的聯合國軍士兵攻下高地後，並沒有返回卡車車隊而是越過高地由冰凍的湖面向南方數英里外的聯合國軍勢力範圍逃跑，期望能到達陸戰隊的陣地。高地底下的路障最終被清除，费斯中校率餘部摸黑緩速前進，最終又在後浦北邊被志願軍攔截狙擊，志願軍在後浦北邊建立了路障阻擋特遣隊的去路。而11月29日佔領後浦的聯合國軍部隊及戰車，在11月30日奉命後撤至下碣隅里(此一命令日後備受爭議)，而未能接應撤退的費斯特遣隊，如果該部隊在12月1日時還在後浦，或許能拯救許多特遣隊成員。志願軍此時再度發起新一波的攻擊，志願軍242團1营蜂擁而至卡車旁，並對著卡車投入白磷彈處決卡車內手無寸鐵的傷兵，身負重傷的费斯中校被志願軍以步槍擊中當場陣亡。聯合國軍第31步兵團第3營營部執行官哈維·史多姆少校身為最後一位指揮官，嘗試組織反擊，但身中數槍後陣亡。至此費斯特遣隊已全面潰散，倖存的殿後部隊拋下了卡車車隊各自逃命，越過冰凍的湖面逃向聯合國軍防線，部分投降美軍在繳械後被志願軍釋放。新興里地區的第31團級作戰隊最終約1600人成功突圍（包含從後浦撤退的31團團部與被攔阻的戰車連共325人），將約1150多名傷兵以飛機後送後，還有戰力的490多人組成1個營，隨美國海軍陸戰隊第1師突圍。美方記載31團余部在整補後，重建团部，次年繼續作戰。臨時組建的团级作战队RCT-31與其他的作战队一起被撤销。志愿军战史记载，至2日4时，联合国军第31团除2百余人逃入下碣隅里外，其余全部被志愿军歼灭于后浦、泗水里地区。

## 后续

### 作戰隊勳獎

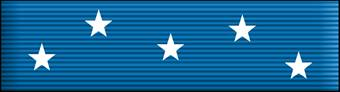
榮譽勳章授帶

费斯中校獲追贈美國最高榮譽榮譽勳章。
愛德華·史坦福德上尉因其作為海陸前進空中管制員在長津湖引導空中支援的優異表現而獲頒銀星勳章。史坦福德上尉是特遣隊少數成功撤至聯合國軍防線的軍官之一，後來以少校軍階退伍，2003年時高齡86歲過世。
哈維·史多姆少校獲追贈銀星勳章。
以下為表揚在長津湖東側戰役的表現而獲頒傑出服役十字勳章的士兵:
- 艾倫·麥克萊恩上校，第31團級作戰隊指揮官，死後追贈[參⁠ 25]
- 喬治·寇迪上尉，第31團重迫擊炮連連長，死後追贈[參⁠ 26]
- 詹姆斯·高弗瑞下士，第32步兵團第1營D連[參⁠ 27]
- 哈洛德·霍格蘭中士，第15防空炮營D連，死後追贈[參⁠ 28]
- 查爾斯·加里格斯中士，第32步兵團第1營，死後追贈[參⁠ 29]
- 羅伯特·瓊斯少校，第32步兵團第1營作戰官(S-3)[參⁠ 30]，撤退至聯合國軍防線後與第1營倖存的3名軍官及18名士兵加入陸戰1師突圍，2007年時過世[參⁠ 31]
- 約翰·葛雷中尉，第31步兵團第3營M連81公釐迫擊砲排排長[參⁠ 32]，日後參與越戰並以上校軍階退伍，2019年時過世[參⁠ 33]
- 厄爾·喬丹上尉，第31步兵團第3營M連連長[參⁠ 34]，2011年時過世[參⁠ 35]
- 羅伯特·施密特中尉，第31步兵團第3營M連[參⁠ 36]
- 史丹佛·康納中士，第57野戰炮兵營A連醫護兵，死後追贈，其遺體至今尚未尋獲[參⁠ 37]

美國海軍在得知中方戰史後於2000年給予陸軍第31團級作戰隊海軍總統獎章，表彰他們以2個營的劣勢兵力下面對敵軍2個師，而且敵軍第3個師也已趕到。第31團級作戰隊成功阻擋強大的敵軍4天，摧毀志願軍第80師有效戰力，使海軍陸戰隊第1師免被包圍。

### 志願軍戰績及傷亡
美軍團長艾倫·麥克萊恩上校成為韓戰中聯合國軍陣亡第2位也是最後1位上校（陣亡最高軍階），該團級作戰隊也是除了在云山战斗被擊潰的第8騎兵團與在軍隅里附近損失三分之一兵力的第二步兵師外，聯合國軍被擊潰的最大單位。中国人民志願軍以夜襲聯合國軍指揮所、擊斃指揮官、奪取軍旗，授與239团4连「新兴里战斗模范连」。
9連副班長葉永安因於11月28日前後成功阻擋美軍坦克連，被授予“反坦克英雄”稱號，葉永安小組並被記集體特等功。另240团7连5班班长隋春暖率领全班迂回9.5公里，切断了聯合國軍的退路，他所率领的5班荣获「新興里戰鬥模範班」称号，他自己也被志愿军总部荣记特等功。志願軍亦授予240团4连「新興里戰鬥模範連」，授予240团4连1排「新興里戰鬥模範排」，授予239团7连4班「新興里戰鬥模範班」。
志願軍80師以及81師在酷寒中面對火力強大的聯合國軍，大量傷亡，戰力嚴重受損，其中241團3營8連戰鬥到僅剩最後1人。242團第5連，全连士兵被發現冻死在阵地上。此戰後80師以及81師被迫調回後方休整，兩師的番號直到翌年4月未被聯合國軍發現（意即未調回前線）。
根据美軍紀錄，作战队於12月1日突圍後，原編制的2500人剩下1050人，其中385人還能戰鬥，編成一個臨時營跟隨陸戰1師在長津湖戰役中奮戰。中国方面的资料和报道多宣称全歼第7师31团（北极熊团）。新华社報導這是一個加强团，此役是『1個敵人也沒跑掉的全殲。』 ，殲敵人數由4,000多人（2007年）下調為3,100多人（2017年）。也有報導認為有200余人逃走。新華社也報導『5天5夜的时间，王牌团番号"北极熊团"，永远地从美军战斗序列中消失了。』。实际上北極熊團（第31步兵團）沒有在長津湖戰役中被殲滅，被擊潰的美军部队实际上是RCT-31特遣队（团级）。北極熊團接著在韓戰中參與了老禿山戰鬥、石峴洞北山戰鬥與上甘嶺戰役。費斯中校所屬的第32步兵團也在石峴洞北山戰鬥與上甘嶺戰役活躍著。自美軍於1963年廢除團級作戰單位，改編為旅級和營級。第32步兵團與北極熊團也在1995年時，以營級單位分別編入第十山地師的第1、2步兵旅級戰鬥隊繼續參與反恐戰爭。

### 尋獲聯合國軍遺體
2001年朝鲜民主主义人民共和国開始與美國合作進行聯合搜尋行動尋找韓戰失蹤軍人的遺體。
| 軍人                                               | 確認身分日期   | 尋獲遺體日期     | 搜尋行動               | 所屬單位                  | 埋葬位置                                                      |
| -------------------------------------------------- | -------------- | ---------------- | ---------------------- | ------------------------- | ------------------------------------------------------------- |
| 唐·费斯(Don C. Faith, Jr.)中校                     | 2012年10月11日 | 2004年           | 第36次聯合搜尋行動     | 第31團級作戰隊，指揮官    | 2013年4月17日以軍禮下葬於阿靈頓國家公墓。                     |
| 小朱爾斯·霍特曼(Jules Hauterman, Jr.)下士          | 2016年12月14日 | 1954年9月15日    | 光榮行動               | 第32步兵團第1營醫療排     | 2017年3月29日以軍禮下葬於麻薩諸塞州霍利奧克市聖熱羅尼莫墓園。 |
| 梅爾文·希爾(Melvin R. Hill)下士                    | 2016年10月12日 | 1990年至1994年間 | 北韓送返               | 第32步兵團重迫擊砲連      | 2017年2月4日以軍禮下葬於奧克拉荷馬州亞歷克斯鎮。              |
| 佛萊迪·漢森(Freddie L. Henson)下士                 | 2017年4月3日   | 2004年           | 第36次聯合搜尋行動     | 第57野戰炮兵營A連         | 2017年5月4日以軍禮下葬於德州休士頓國家公墓。                  |
| 哈洛德·霍格蘭(Harold P. Haugland)中士              | 2017年6月9日   | 2004年           | 第36次聯合搜尋行動     | 第15防空炮營D連           | 2017年6月17日以軍禮下葬於蒙大拿州博茲曼市日落山墓園。         |
| 魯佛斯·凱泉(Rufus L. Ketchum)三等士官長            | 2018年4月24日  | 2001年9月        | 聯合搜尋行動           | 第57野戰炮兵營醫療組      | 2018年8月14日以軍禮下葬於威斯康辛州各各他山墓園。             |
| 卡爾·林昆斯特(Carl H. Lindquist)二等士官長         | 2018年8月8日   | 1954年           | 光榮行動               | 第31步兵團第3營營部連     | 2019年8月5日以軍禮下葬於阿靈頓國家公墓。                      |
| 阿諾·彼得曼(Arnold Pitman)中士                     | 2014年10月7日  | 1954年           | 光榮行動               | 第31步兵團第3營L連        | 2015年4月27日以軍禮下葬於維吉尼亞州月桂山浸信會教堂。         |
| 詹姆斯·夏普(James W. Sharp)中士                    | 2017年1月9日   | 2001年           | 第25次聯合搜尋行動     | 第57野戰炮兵營B連         | 2017年6月29日下葬於西維吉尼亞州格拉夫頓市。                   |
| 喬瑟夫·史納克(Joseph M. Snock)中士                 | 2015年1月5日   | 1993年           | 北韓送返               | 第31步兵團重迫擊砲連      | 2015年7月6日以軍禮下葬於阿靈頓國家公墓。                      |
| 哈維·史多姆(Harvey H. Storms)少校                  | 2019年7月30日  | 2018年7月27日    | 2018年北韓－美國高峰會 | 第31步兵團第3營營部執行官 | 預定於2020年6月12日以軍禮下葬於阿靈頓國家公墓。               |
| 小米尔顿·迪纳鲍伊勒(Milton Dinerboiler, Jr.)上等兵 | 2008年2月20日  | 2002年           | 聯合搜尋行動           | 第32步兵團重迫擊砲連      | 2008年4月18日以軍禮下葬於印地安納州奧西歐拉墓園。             |
| 比利·麦克劳德(Billy MacLeod)上等兵                 | 2008年2月20日  | 2002年至2005年間 | 聯合搜尋行動           | 第32步兵團第1營B連        | 2008年1月19日以軍禮下葬於家鄉密西根州松山墓園。               |
| 罗伯特·梅森(Robert L. Mason)下士                   | 2008年3月11日  | 2001年至2005年間 | 聯合搜尋行動           | 第32步兵團第1營B連        | 2008年5月3日以軍禮下葬於家鄉俄亥俄州羅克蘭墓園。              |
| 小約瑟夫·迈耶(Joseph K. Meyer, Jr.)上等兵          | 2008年3月17日  | 2001年至2005年間 | 聯合搜尋行動           | 第31步兵團第3營K連        | 2008年5月3日以軍禮下葬於家鄉北達科他州錦繡紀念花園。          |
| 哈利·勞倫斯(Harry J. Laurence)中士                 | 2008年3月17日  | 2001年至2005年間 | 聯合搜尋行動           | 第31步兵團第3營L連        | 2008年4月9日以軍禮下葬於阿靈頓國家公墓。                      |

### 文藝作品
第31團級作戰隊的William Abbott以他在長津湖戰役被俘後的經歷寫成自傳Blood Runs Red White and Blue。

## 註解
1. ↑  詹大南是27军副军长，在新兴里前线负责指挥所有部队
2. ↑  增援，但并未参战
3. ↑  含附編韓軍700人，分散部署于新兴里、内洞峙与下碣隅里[參⁠ 1]
4. ↑  長津湖戰役後，由於特遣隊原來負責的任務不再存在，聯合國軍所有地面部隊的特遣隊都被撤銷，並非只有此作戰隊被撤銷
5. ↑  由於美陸軍的兵力分散，本作戰隊是抽調最接近長津湖東面的部隊而組成，結果一個團級單位由分屬不同團的營與師屬單位組成
6. ↑  美軍官方說法是失踪。有未經證實的說法是被俘後在戰俘營死亡。[參⁠ 4][參⁠ 5]
7. ↑  费斯中校負傷後被抬上由羅素·巴尼上兵(Pfc. Russell L. Barney)所駕駛的2½噸卡車的駕駛室中。費斯中校在志願軍攻擊卡車時再度中彈後身亡，巴尼上兵不得不留下費斯中校的遺體棄車，成功脫逃至聯合國軍的防線後報告了他的經歷。費斯中校與其他在撤退中陣亡的士兵都被列為行動中失蹤。[參⁠ 16]
8. ↑   註:

## 外部連結
- 美國國防部消息（页面存档备份，存于）
- 美軍韓戰傑出服役十字勳章獲獎者名單 （页面存档备份，存于）
- Changjin (Chosin) Reservoir, Korea 1950: A Case Study of United States Army Tactics and Doctrine for Encircled Forces （页面存档备份，存于）
- A Phantom Force. East of the Changjin (Chosin) Reservoir? （页面存档备份，存于）